# Pi 拍錢包
Pi 拍錢包是由臺灣網路公司PChome旗下子公司拍付國際資訊（Pi Mobile Technology Inc.）所提供第三方支付的行動支付平台。

## 歷程
- 2015年5月，Pi 行動錢包首創手機號碼收付款服務。[1]。
- 2015年5月，Pi 行動錢包於內湖科技園區試營運行動點餐功能。[2]。
- 2015年7月，與PChome購物合作推出購物牆支付服務。[3]。
- 2015年7月，開放綁定中國信託銀行信用卡於台灣7-11交易付款。[4]。
- 2015年10月6日，推出商業會員掃碼付款服務，並可出示付款碼購買黑松販賣機商品。[5]。
- 2015年10月28日，Pi 行動錢包與臺北市政府合作推出掃碼繳路邊停車費。[6]。
- 2015年11月23日，Pi 行動錢包與敏盛醫院合作推出行動批價服務。[7]。
- 2017年1月，可透過 Pi 行動錢包至臺北市立圖書館借閱書籍。[8]。
- 2017年6月6日，推出麥味登行動點餐。[9]。
- 2017年11月17日，Pi 行動錢包正式推出「付款碼整合」功能，中華電信用戶使用 Hami Wallet 錢包時可透過 Pi 行動錢包付款碼服務至超商支付。[10]。
- 2018年8月8日，Pi行動錢包更名為「Pi 拍錢包」，APP 全面改版，與玉山銀行合作推出聯名信用卡「玉山 Pi 拍錢包信用卡」。[11][12]。